# 1734 у науці
У 1734 році в науці й техніці відбулися такі важливі події.

## Математика
- Джордж Барклі публікує Аналітик, емпіричну критику основ числення нескінченно малих величин, яка вплинула на розвиток математики.[1]
- Леонард Ейлер запроваджує інтегрувальний множник для розв’язування звичайних диференціальних рівнянь першого порядку.

## Технологія
- Джеймс Шорт конструює григоріанський рефлекторний телескоп з апертурою 14 дюймів (36 см).

## Зоологія
- Рене Антуан Реомюр починає публікацію «Мемуари з історії комах» в Амстердамі.

## Нагороди
- Медаль Коплі: Джон Теофіл Дезаґульє.[2]

## Народились
- 23 січня — Вольфганг фон Кемпелен (помер 1804), угорський винахідник.
- 18 квітня — Ельза Беата Бунге (померла 1819), шведський ботанік.
- 23 травня — Франц Месмер (помер 1815), німецький лікар.
- 3 вересня — Джозеф Райт (помер 1797), англійський художник наукових сюжетів.
- 27 листопада — Йоганн Альбрехт Ейлер (помер 1800), російський астроном і математик швейцарського походження.
- 27 грудня — Ніколас Лауренс Бурман (помер 1793), нідерландський ботанік.

## Померли
- 1 лютого — Джон Флоєр (нар. 1649), англійський лікар.
- 25 квітня — Йоганн Конрад Діппель (нар. 1673), німецький теолог, алхімік і лікар.